# Oriol de les Filipines
L'oriol de les Filipines (Oriolus steerii) és un ocell de la família dels oriòlids (Oriolidae).

## Hàbitat i distribució
Habita boscos, clars i vegetació secundària de les terres baixes de les Filipines centrals i merdionals, a Masbate, Samar, Leyte, Negros, Bohol, Mindanao, Basilan i l'Arxipèlag de Sulu.